# Sungai Negara
Sungai Negara är ett vattendrag i Indonesien.   Det ligger i provinsen Kalimantan Selatan, i den västra delen av landet, 900 km öster om huvudstaden Jakarta. Sungai Negara ligger på ön Anyer.